# Borůvkův algoritmus

Animace popisující běh algoritmu - nalezení minimální kostry grafu.

Borůvkův algoritmus je algoritmus pro nalezení minimální kostry v grafu, jehož hrany mají různé (prosté) a kladné ohodnocení.

## Historie
Poprvé byl publikován roku 1926 Otakarem Borůvkou jako metoda pro konstrukci efektivní elektrické sítě na Moravě. Algoritmus byl znovuobjeven Gustavem Choquetem roku 1938, poté znovu Florekem, Łukasiewiczem, Perkalem, Steinhausem a Zubrzyckim roku 1951 a ještě jednou v 60. letech Sollinem. Jelikož Sollin byl z předcházejícího výčtu jediným vědcem ze západu, algoritmus je často označován jako Sollinův algoritmus, především v literatuře týkající se paralelního zpracování dat.

## Algoritmus
Algoritmus pracuje tak, že postupně spojuje komponenty souvislosti (na počátku je každý vrchol komponentou souvislosti) do větších a větších celků, až zůstane jen jediný, a to je hledaná minimální kostra. V každé fázi vybere pro každou komponentu souvislosti hranu s co nejnižší cenou, která směřuje do jiné komponenty souvislosti a tu přidá do kostry. V každé fázi se počet komponent souvislosti sníží nejméně dvakrát, počet fází bude tedy maximálně {\displaystyle \log _{2}N}, kde N je počet vrcholů grafu.

### Implementace v pseudokódu
```
algoritmus
 Borůvka:
    
vstup:
 Graf 
G
 jehož hrany mají různé ohodnocení.
    
výstup:
 Strom 
F
 je minimální kostra grafu 
G
.

    Inicializuj les 
F
 jako množinu stromů s jedním vrcholem pro každý vrchol v grafu.

    
dokud
 má 
F
 více než jednu komponentu:
        Najdi komponenty souvislosti v 
F
 a označ každý vrchol 
G
 jeho komponentou
        Inicializuj nejlevnější hranu pro každou komponentu na speciální hranu s cenou ∞
        
pro každou
 hranu 
uv
 v 
G
:
            
pokud
 mají 
u
 a 
v
 různé označení komponenty:
                
pokud
 je 
uv
 levnější než nejlevnější hrana pro komponentu 
u
:
                    Nastav 
uv
 jako nejlevnější hranu pro komponentu 
u

                
pokud
 
uv
 je levnější než nejlevnější hrana pro komponentu 
v
:
                    Nastav 
uv
 jako nejlevnější hranu pro komponentu 
v

        
pro každou
 komponentu:
            Přidej její nejlevnější hranu do 
F
```

Je možné ukázat, že asymptotická časová složitost Borůvkova algoritmu je O(M log N), kde N je počet vrcholů a M počet hran grafu.